# Keith Cox
Keith Gordon Cox (25 avril 1933 - 27 août 1998) est un géologue britannique et universitaire à l'université d'Oxford. Il a un intérêt particulier pour les basaltes d'inondation et est considéré comme l'un des principaux experts dans ce domaine.

## Carrière
Cox est né à Birmingham, en Angleterre, où son père est professeur d'université en chimie. Après une évacuation en temps de guerre vers le Canada, Cox fréquente la King Edward's School de Birmingham et la Leeds Grammar School. Il effectue son service national dans les Royal Engineers entre 1950 et 1952. Il obtient ensuite une bourse au Queen's College d'Oxford, où il obtient un diplôme de première classe en géologie en 1956. Il perd un œil dans un accident dans le Lake District lors d'une excursion en 1955. Après Oxford, Cox poursuit ses recherches à l'université de Leeds avant d'être nommé maître de conférences en pétrologie à l'université d'Édimbourg. En 1972, il devient maître de conférences en géologie à Oxford, avant d'être nommé membre du Jesus College d'Oxford en 1973. Il est nommé lecteur en 1988, la même année où il devient membre de la Royal Society. Il fait plusieurs voyages en Afrique du Sud et collabore avec des géochimistes locaux tels que le Dr AJ Erlank. Il se noie dans un accident de navigation à Erraid au large de l'île de Mull dans les Hébrides le 27 août 1998 .

## Travaux
Les recherches doctorales et post-doctorales de Cox à Leeds portent sur le complexe de Masukwe dans la région de Nuanetsi de ce qu'on appelle alors la Rhodésie du Sud. Cela le conduit à développer un intérêt particulier pour les basaltes d'inondation, sujet sur lequel il devient un expert mondial. Cox envisage l'importance de la géochimie de ces roches lors de son travail dans la région du Karoo et, à Édimbourg, étudie également des roches comparables de la région du Deccan en Inde, ainsi que des roches du Sud de l'Arabie. Ses recherches à Oxford couvrent également les basaltes d'inondation dans la région du Parana en Amérique du Sud, les Hébrides et l'Antarctique. Il étudie également les kimberlites.
Il dirige le Journal of Petrology (1971-1983) et Earth and Planetary Science Letters (1981-1985). Il écrit également deux manuels : An Introduction to the Practical Study of Crystals, Minerals and Rocks (1967) (avec BN Price et B. Harte) et The Interpretation of Igneous Rocks (1979) (avec JD Bell et RJ Pankhurst) .